# Матуш, Вашку
Вашку Мигел Лопиш де Матуш (порт. Vasco Miguel Lopes de Matos; род. 10 октября 1980 года, Лиссабон, Португалия) — португальский футболист, игравший на позиции нападающего, и футбольный тренер. С 2023 года возглавляет португальский клуб «Санта-Клара».
Большую часть своей карьеры футболиста он провёл во Второй лиге, сыграв 272 матча и забив 14 голов за шесть клубов. В Примейра-лиге Матуш отыграл 21 игру и забил три гола, выступая за сетубальскую «Виторию» и «Бейра-Мар».

## Карьера игрока
Вашку Матуш родился в Брандоа (Амадора, округ Лиссабон). В возрасте восьми лет он начал заниматься футболом в местном клубе «Эштрела Амадора», а четыре года спустя он присоединился к «Спортингу», предпочтя его «Бенфике». Матуш так и не вышел на поле в официальном матче за «Спортинг», вместо этого выступая за его фарм-клуб «Лориньяненсе» и резервную команду в третьем дивизионе.
В 2001 году Матуш был отдан в аренду в клуб Второй лиги «Кампомайоренсе», где он впервые играл на профессиональном уровне. Затем он перешёл в сетубальскую «Виторию», где и дебютировал в Примейре в сезоне 2002/2003, по итогам которого его команда вылетела из лиги. В следующем сезоне Матуш выступал за испытывавшую финансовый кризис команду «Фелгейраш», где ему пять месяцев не платили зарплату.
После периода выступлений за «Ольяненсе» и «Бейра-Мар» (последний вылетел из Примейры по итогам сезона 2006/2007) Матуш впервые в своей карьере перешёл в иностранный клуб, в феврале 2008 года подписав контракт с бухарестским «Рапидом», представителем румынской Лиги I. 15 августа того же года он вернулся на родину, заключив двухлетнее соглашение с клубом Второй лиги «Портимоненсе».
Матуш отыграл ещё четыре сезона в клубе «Авеше» во Второй лиге и по одному сезону в клубе третьего дивизиона: «Бенфика Каштелу-Бранку» и «Вилафранкенсе» из первой окружной лиги Лиссабонской футбольной ассоциации. В 2016 году он завершил карьеру футболиста.

## Карьера тренера
Матуш был ассистентом Филипи Коэлью в «Лейшойнше» и «Вилафранкенсе», а в декабре 2017 года стал тренером последней, когда Коэлью отправился работать за границу. Под началом Матуша «Вилафранкенсе» закончил сезон на втором месте после «Мафры», но в полуфинале плей-офф уступил «Фаренсе» (общий счёт 1:4).
6 марта 2019 года Матуша сменил Филипи Морейра. Три месяца спустя он был назначен главным тренером «Алверки», выступавшей в той же лиге. 17 октября клуб под его руководством одержал домашнюю победу со счётом 2:0 над лиссабонским «Спортингом» в третьем раунде Кубка Португалии. Матуш покинул пост в «Алверке» по обоюдному согласию 27 декабря.
5 июля 2020 года Матуш возглавил клуб «Каза Пия», который был оставлен во Второй лиге по решению суда. Он покинул свой пост ещё во время предсезонной подготовки, но остался в клубе в качестве помощника тренера.
20 июня 2023 года Матуш покинул эту должность («Каза Пия» к тому времени уже играла в Примейре), чтобы возглавить только что вылетевшую из Примейры «Санта-Клару». Под его руководством клуб стал победителем Второй лиги, набрав рекордные 73 очка, не проиграв ни одного матча в гостях и показав лучшую защиту в десяти ведущих европейских лигах, пропустив всего 19 голов за сезон.
Матуш и его команда начали сезон 2024/2025 очень удачно. 30 ноября «Санта-Клара» одержала сенсационную гостевую победу со счётом 1:0 над лиссабонским «Спортингом», первую победу азорцев на стадионе «Жозе Алваладе» в истории.

## Достижения

### Тренерские
Санта-Клара
- Победитель Второй лиги : 2023/2024[англ.][16]